# Années 100 av. J.-C.
Les années 100 av. J.-C. couvrent les années de 109 av. J.-C. à 100 av. J.-C.

## Événements

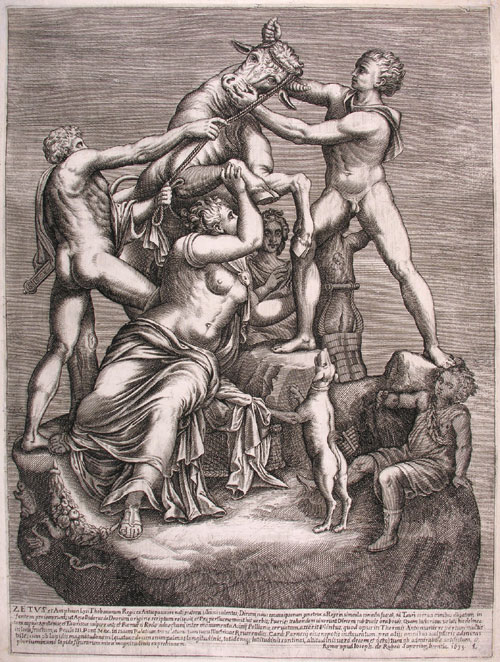
Groupe du Taureau Farnèse, gravure anonyme, 1633.

- 113–101 av. J.-C. : guerre des Cimbres contre Rome[1]. Bataille d'Orange, bataille d'Aix, bataille de Vercellae...
- 112-105 av. J.-C. : guerre de Jugurtha[2].
- 110-107 av. J.-C. : victoires sur les Scythes de Diophantos, général de  Mithridate VI du Pont ; il annexe la Chersonèse Taurique, la Colchide et le Bosphore Cimmériens[2].
- 108 av. J.-C. : protectorat chinois sur la Corée, divisée en quatre commanderies au nord du fleuve Han [3].

- 104-100 av. J.-C. : deuxième Guerre servile[4].

- 102 av. J.-C. : la Cilicie devient province romaine[5]. Lutte contre la piraterie en Méditerranée orientale.
- 100 av. J.-C. : troubles à Rome après le vote des lois du parti populaire, favorable à Marius, réduisant les pouvoirs du Sénat[5].

## Personnalités significatives
- Alexandre Jannée
- Quintus Caecilius Metellus Numidicus
- Jugurtha
- Marius
- Mithridate VI
- Ptolémée X